# Beggar on Horseback

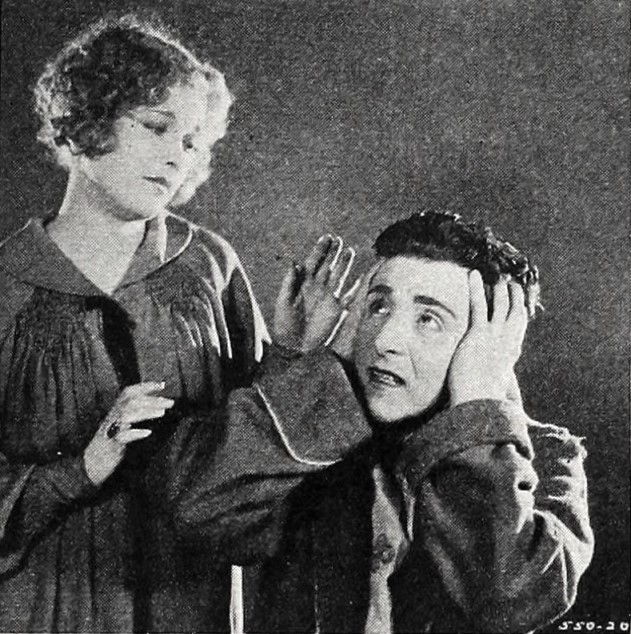
Esther Ralston i Edward Everett Horton en un fotograma de la pel·lícula

Beggar on Horseback és una pel·lícula muda de la Famous Players-Lasky Corp.(futura Paramount) dirigida per James Cruze i protagonitzada per Esther Ralston i Edward Everett Horton. Basada en l’obra teatral homònima de Walter Woods (1924), es va estrenar el 24 d’agost de 1925. La pel·lícula es conserva de manera incompleta, només romanen tres bobines.

## Argument
Neil McRae, un compositor de música clàssica amb problemes es veu obligat a orquestrar partitures de jazz per guanyar-se la vida. Encara que està enamorat de Cynthia Mason, una pintora encantadora i igualment empobrida, Neil acaba accedint a les pressions del doctor Rice i es declara a Gladys Cady, una noia rica a qui ensenya música. Després d'acceptar, Neil està a punt de col·lapsar psicològicament i pren medicaments per ajudar-lo a dormir. Llavors té un malson en què la vulgaritat de la família Cady es veu magnificada. Quan es desperta, Neil decideix retornar amb Cynthia. Els seus editors li paguen els drets d’autor de les seves composicions i s'acaben els seus problemes econòmics.

## Repartiment
- Edward Everett Horton (Neil McRae)
- Esther Ralston (Cynthia Mason)
- Erwin Connelly (Mr. Cady)
- Gertrude Short (Gladys Cady)
- Ethel Wales (Mrs. Cady)
- Theodore Kosloff (príncep a la pantomima)
- Betty Compson (princesa a la pantomima)
- James Mason (Homer Cady)
- Frederick Sullivan (Dr. Rice)